# Cuphea hyssopifolia
Cuphea hyssopifolia es una especie de pequeño arbusto de la familia Lythraceae nativo de México, Guatemala Y Honduras. 

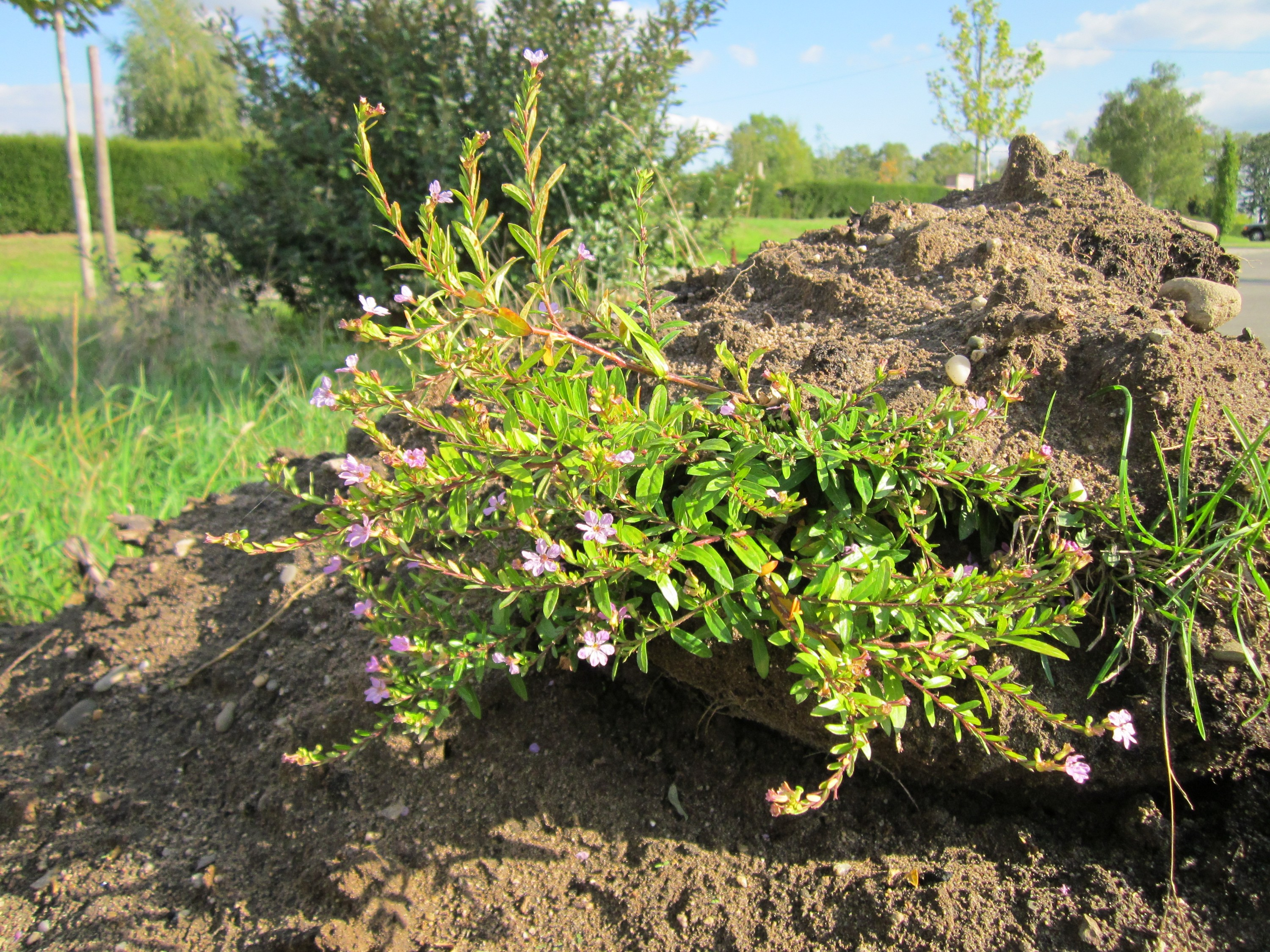
Vista de la planta

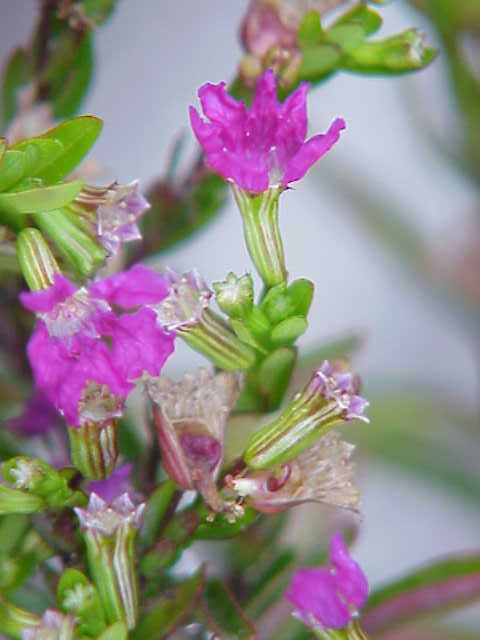
Detalle de la flor

## Descripción
Alcanza los 60 cm de altura y 90 cm de ancho, muy racemosa. Sus hojas son menudas, angostas y de color verde oscuro. Tiene flores de color púrpura, lavanda o blanco y un bonito follaje. El fruto es una cápsula que contiene pequeñas semillas globosas.

## Hábitat
Se encuentra presente en climas cálidos, semicálidos y templados entre los 500 y los 2240 m s. n. m. Planta ornamental cultivada en huertos y jardines, crece a orillas de arroyos y riachuelos, asociada a vegetación perturbada de bosques tropicales caducifolios y subcaducifolios, además de bosque mesófilo de montaña.

## Propiedades
En Oaxaca se emplea en diversos tipos de dolores: de estómago, cintura, riñones y garganta. En el estado de Veracruz se utiliza como cicatrizante de heridas y en mordeduras de víbora. También se utiliza en resfriados.

## Taxonomía
Cuphea hyssopifolia fue descrita por Carl Sigismund Kunth y publicado en Nova Genera et Species Plantarum (quarto ed.) 6: 199–200. 1823[1824].
Sinonimia
- Cuphea hyssopifolia fo. subrevoluta Koehne
- Cuphea rivularis Seem.
- Parsonsia hyssopifolia (Kunth) Standl.[2][3]

## Nombres comunes
Cufea, falsa brecina, trueno de Venus, falso brezo mexicano, Érica, falsa Érica. Mónica (Guatemala)